# Мишкин, Николай Тимофеевич
Николай Тимофеевич Мишкин (1922—1944) — старший лейтенант Рабоче-крестьянской Красной Армии, участник Великой Отечественной войны, Герой Советского Союза (1945).

## Биография
Николай Мишкин родился 15 октября 1922 года в деревне Меркульево (ныне — Брянский район Брянской области). После окончания семи классов школы работал в колхозе. В 1941 году Мишкин был призван на службу в Рабоче-крестьянскую Красную Армию. В 1942 году он окончил Орловское танковое училище. С января 1944 года — на фронтах Великой Отечественной войны.
К сентябрю 1944 года старший лейтенант Николай Мишкин командовал ротой 181-й танковой бригады (18-го танкового корпуса, 53-й армии, 2-го Украинского фронта). Отличился во время освобождения Румынии. 22 сентября 1944 года рота Мишкина во время рейда по вражеским тылам попала в окружение под Арадом. Мишкин организовал круговую оборону и прорыв из окружения, погибнув в том бою. Похоронен в селе Сфантул-Паул в 5 километрах к северу от Арада.

## Награды
Указом Президиума Верховного Совета СССР от 24 марта 1945 года старший лейтенант Николай Мишкин посмертно был удостоен высокого звания Героя Советского Союза. Также был награждён орденами Ленина и Красной Звезды.